# Egbert ten Cate

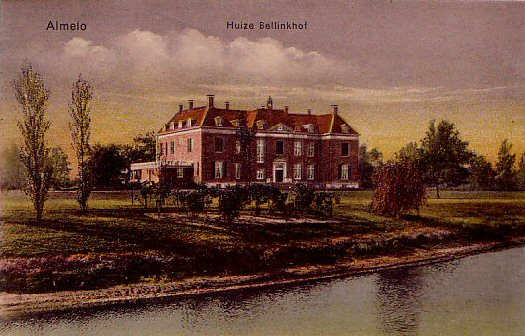
Bellinckhof omstreeks 1923

Mr. Egbert ten Cate (Almelo, 5 oktober 1945) is een Nederlands bankier.

## Biografie
Ten Cate is een lid van het textiel- en patriciaatsgeslacht Ten Cate en een zoon van Gerhard ten Cate (1911-1955) en fysiotherapeute Antoinette Georgette Bergsma (1919-2011). Hij trouwde in 1977 met Anna Nini Geertruid van Heek (1943), lid van de eveneens bekende textielfamilie Van Heek; uit dit huwelijk werden drie dochters geboren.
Ten Cate studeerde rechten en werd daarna bankier bij de private bank Bank ten Cate & Cie. Hij is ook commissaris bij Koninklijke Ten Cate NV. Hij is daarnaast bestuurslid van Stichting Kasteel Rechteren, voorzitter van Stichting Huis Bergh en voorzitter van de Raad van Toezicht van Rijksmuseum Twenthe. In 1997 werd hij benoemd tot kamerheer van de koningin in Overijssel wat hij bleef tot 1 juli 2018; hem werd op 19 december 2018 het  Erekruis van de Huisorde van Oranje verleend, uitgereikt op 15 januari 2019.
Het gezin Ten Cate bewoont het huis Bellinckhof te Almelo.